# Bryum pocsii
Bryum pocsii är en bladmossart som beskrevs av Maurice Bizot 1971-72 [1973. Bryum pocsii ingår i släktet bryummossor, och familjen Bryaceae. Inga underarter finns listade i Catalogue of Life.